# Eden Massouema
Eden Massouema, né le 29 juin 1997 à Villepinte (Seine-Saint-Denis), est un footballeur français d'origine congolaise. Il évolue au poste de milieu de terrain.

## Biographie

### En club
Natif de Villepinte, Eden grandit à Aulnay-sous-Bois. Il découvre le football dans le club du CSL Aulnay-Sous-Bois à l'âge de 7 ans et y reste jusqu'à ses 17 ans avant de rejoindre la Jeanne d'Arc de Drancy en janvier 2015. Il joue 2 matchs en CFA. 
Lors de l'été 2015, il rejoint le Paris Football Club. Après quelques mois avec la réserve du club en CFA 2, il évolue avec l'équipe première lors de la reprise en juillet 2016. Il joue son premier match avec le Paris FC le 8 août 2016 lors de la réception du Red Star dans le cadre du 1er tour de la Coupe de la Ligue. Quatre jours plus tard, il débute en National en entrant en jeu à la 85e minute face à Avranches. Son entraîneur Réginald Ray lui fait confiance et il devient un titulaire au sein du 11 parisien. Il participe aux play-offs d'accession à la Ligue 2, mais le Paris FC échoue face à l'US Orléans.
Ses bonnes performances le font remarquer et il est supervisé par des clubs de Ligue 1, Ligue 2 et anglais. Il rejoint, à l'été 2017, le Dijon FCO qu'il qualifie de « club tranquille, familial, qui (lui) correspond bien ». Le 17 janvier 2018, il fait ses débuts en Ligue 1 lors de la lourde défaite de son club sur la pelouse du Paris Saint-Germain (8-0), il entre en jeu à la 62e minute. Il apparaîtra ensuite à 5 reprises jusqu'à la fin de la saison.
En manque de temps de jeu, il est prêté en juillet 2018 au Valenciennes FC qui évolue en Ligue 2. Il retrouve son ancien entraîneur Réginald Ray. Lors de la 1re journée de championnat, il est titulaire face à l'AJ Auxerre (3-1). Il se blesse au mois de septembre et retrouve les pelouses en janvier. Il termine alors la saison en qualité de remplaçant.

### En sélection nationale
En 2017, Massouema donne son accord au sélectionneur du Congo Sébastien Migné pour représenter son pays d'origine.

## Statistiques
| Saison                | Club                   | Championnat           | Championnat | Championnat | Coupe nationale | Coupe nationale | Coupe de la Ligue | Coupe de la Ligue | Total | Total |
| Saison                | Club                   | Division              | M.          | B.          | M.              | B.              | M.                | B.                | M.    | B.    |
| 2016-2017             | Paris FC               | National              | 25+2        | 0           | 2               | 0               | 2                 | 0                 | 31    | 0     |
| 2017-2018             | Dijon FCO              | Ligue 1               | 6           | 0           | -               | -               | -                 | -                 | 6     | 0     |
| 2018-2019             | Valenciennes FC (prêt) | Ligue 2               | 24          | 0           | 1               | 0               | 1                 | 0                 | 26    | 0     |
| Total sur la carrière | Total sur la carrière  | Total sur la carrière | 57          | 0           | 3               | 0               | 3                 | 2                 | 63    | 2     |